# Osvit (Mostar, 1898.)
Osvit je bio hrvatski građanski list koji je od 1898. do 1908. izlazio u Mostaru, u nakladi Hrvatske dioničke tiskare. Uređivao ga je Ivan Aziz Miličević. Politički je bio pravaškoga usmjerenja.

## Poveznice
- Osvit (Mostar)